# Бараба (Богдановицький міський округ)
Бара́ба (рос. Бараба) — село у складі Богдановицького міського округу Свердловської області.
Населення — 1153 особи (2010, 1277 у 2002).
Національний склад станом на 2002 рік: росіяни — 89 %.